# Hydatomanicus verrucosus
Hydatomanicus verrucosus är en nattsländeart som först beskrevs av Georg Ulmer 1911.  Hydatomanicus verrucosus ingår i släktet Hydatomanicus och familjen ryssjenattsländor. Inga underarter finns listade i Catalogue of Life.